# Ізохрони

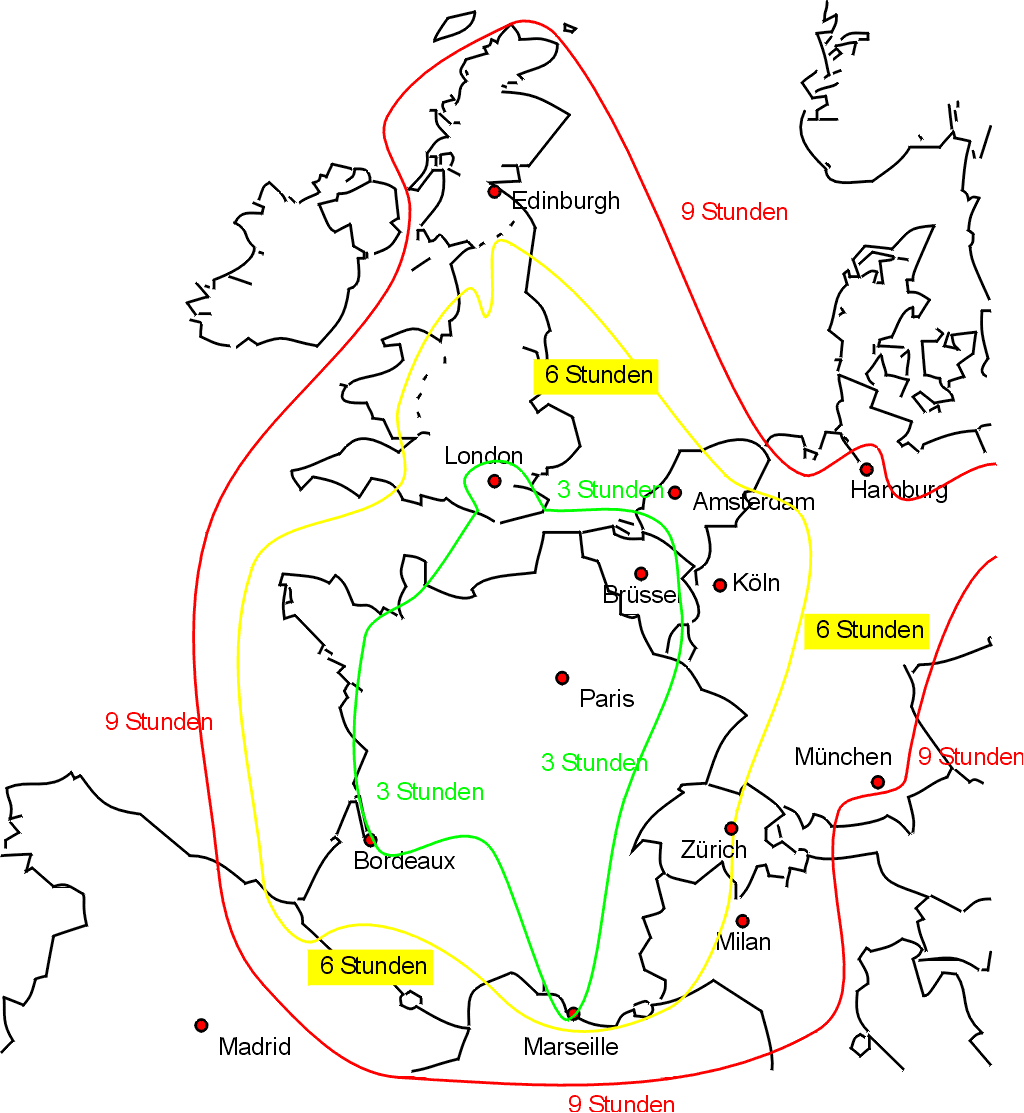
Усі місця, до яких можна дістатися з Парижа за 3, 6 або 9 годин поїздом (станом на 2006 рік)

Ізохрони (рос. изохроны, англ. isochrones, нім. Linien f pl gleicher Zeit f, Isochronen f pl) — лінії однакових моментів настання якого-небудь геофізичного або астрономічного явища тощо (наприклад, лінії однакових моментів приходу сейсмічних хвиль).

## Інтернет-ресурси
- maps.openrouteservice.org [Архівовано 17 травня 2022 у Wayback Machine.] kann Isochronen anzeigen
- Isochronen mit Google Maps erstellen [Архівовано 5 травня 2021 у Wayback Machine.] (Erläuterung zur Technik [Архівовано 12 листопада 2020 у Wayback Machine.])